# Daniel Huwyler
Daniel Huwyler (* 1. Februar 1963 in Rheinsulz) ist ein ehemaliger Schweizer Radrennfahrer.

## Sportliche Laufbahn
Huwyler war im Bahnradsport und im Strassenradsport aktiv. Er war Teilnehmer der Olympischen Sommerspiele 1984 in Los Angeles. Er bestritt mit dem Vierer der Schweiz die Mannschaftsverfolgung, sein Team belegte den 7. Platz. Mit ihm waren Hans Ledermann, Hansrüdi Märki und Jörg Müller im Bahnvierer am Start.
1981 gewann er den nationalen Titel der Junioren im Strassenrennen. Als Amateur siegte er in den Eintagesrennen Schynberg-Rundfahrt und Grand Prix des Kantons Zürich 1987 (wie auch 1991), Tour du Lac Léman 1988, Pruntrut–Zürich 1989 und im Grand Prix Genf 1990. 1991 und 1992 gewann er jeweils eine Etappe im Grand Prix Guillaume Tell. Die Meisterschaft von Zürich gewann er 1987 in der Amateurklasse vor Tom Brändli und 1989 vor Stephan Schütz. 1991 folgte der Sieg im Giro del Mendrisiotto. Seinen letzten Erfolg hatte er 1992, als er im Giro della Valle d’Aosta einen Tagesabschnitt für sich entschied. Zum Ende der Saison 1992 beendete er seine Laufbahn. Huwyler startete für den Verein VMC Wohlen.